# オランダせんべい (米菓)

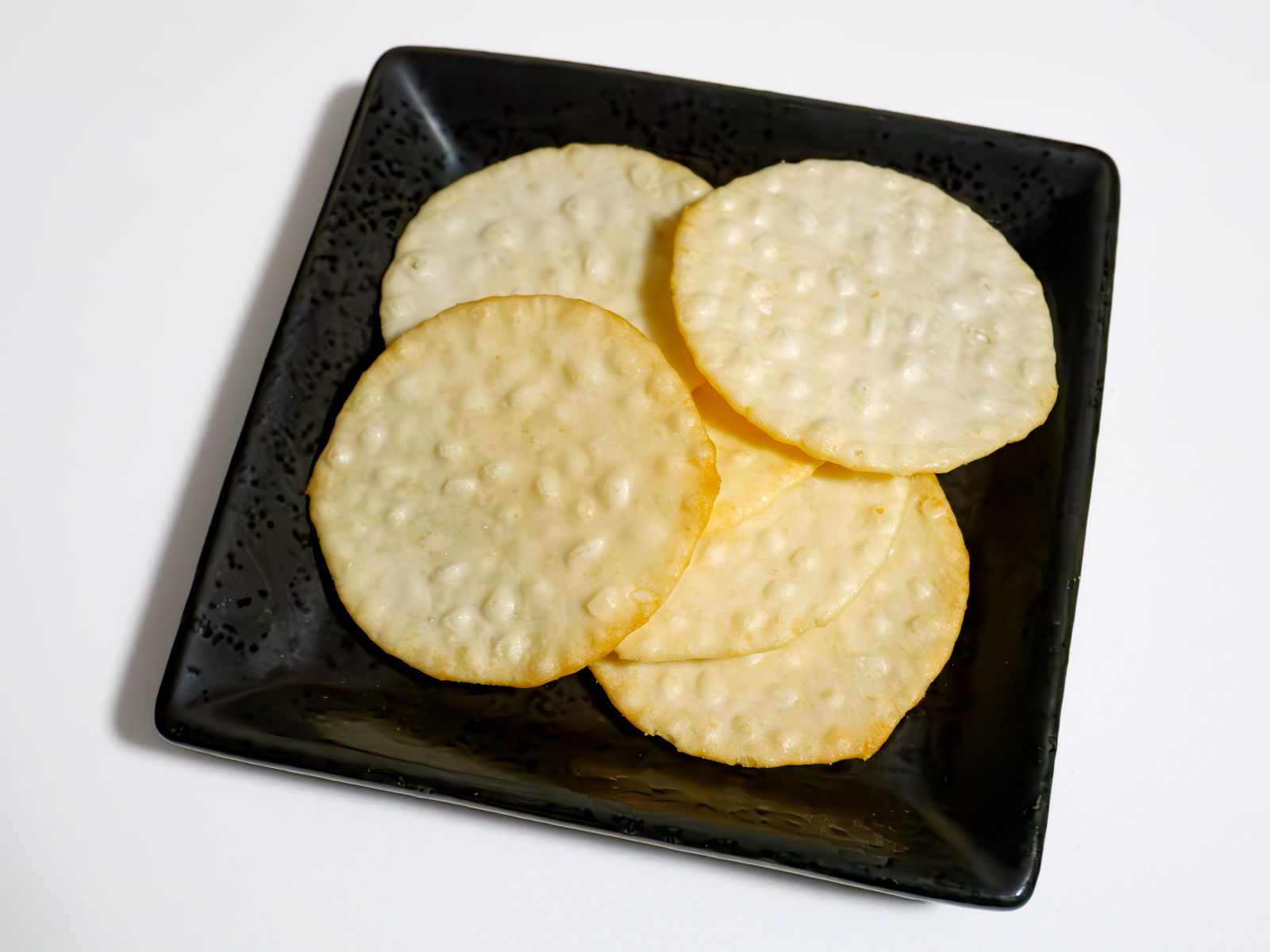
オランダせんべい

オランダせんべいは、山形県の庄内地方にある酒田米菓が1962年（昭和37年）から販売している薄焼き煎餅である。

## 概要
東北地方限定で売られている煎餅で、東北ではテレビコマーシャルがうたれ、スーパー等の菓子売場では必ず売られているほどの人気商品である。
庄内産のうるち米を使った厚さ3mm程の煎餅である。味は強めの塩味である。近年ではチーズや柚胡椒味なども登場している。
庄内平野の水田風景がオランダの景色に似ていたこと、地元の方言で「私たち」を「俺らだ」（おらだ）と言うこと、から名づけられたとされる。発売初期のTVコマーシャルには山本リンダが起用され、現在は水島裕のCMが流れている。水島裕のものは1980年代に撮影されており、懐かしい雰囲気が漂うCMになっている。
2000年代にセブン・イレブンにおいて、関東地方でも発売されていた。その際の商品名は「酒田のうす焼き」とされていたが、内容はオランダせんべいそのものだった。東北以外では無名だが　オーストラリアに工場進出をし、米ペプシコの傘下となり資本撤退後も生産している。
なお、北海道根室市で製造されているオランダせんべいとは全く関係ない。